# Karthala

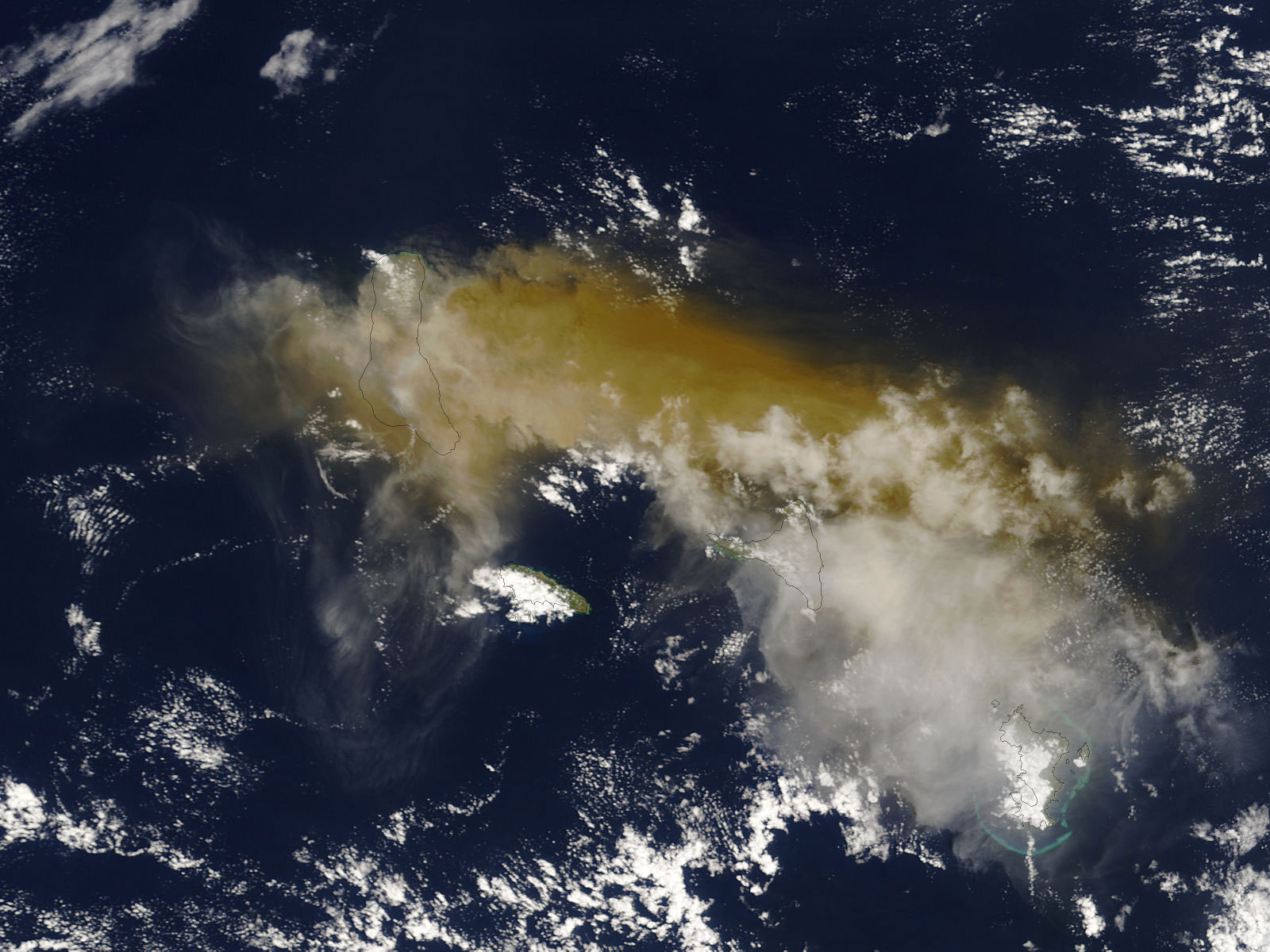
Karthala.

El Karthala (2360 m) es un volcán activo en la isla de Gran Comora, es el punto más alto de las Comoras. El volcán Karthala es notoriamente activo, después de haber hecho erupción más de 20 veces desde el siglo XIX. Frecuentes erupciones han formado al volcán con una caldera de 3 por 4 kilómetros, pero la isla ha escapado de una destrucción masiva. El 17 de abril de 2005, ocurrió una erupción, forzando a cientos de pobladores a huir. 